# Œillet des glaciers
Dianthus glacialis
Espèce
Synonymes
- Dianthus glacialis f. reducta Fornac.[1]

L'Œillet des glaciers, Dianthus glacialis, est une espèce de plantes de la famille des Caryophyllacées.

## Liste des sous-espèces
Selon BioLib (6 mars 2020) et Catalogue of Life (6 mars 2020) :
- sous-espèce Dianthus glacialis subsp. gelidus (Schott, Nym. & Kotschy) Tutin
- sous-espèce Dianthus glacialis subsp. glacialis

Selon The Plant List (6 mars 2020) et Tropicos (6 mars 2020) :
- sous-espèce Dianthus glacialis subsp. gelidus (Schott, Nyman & Kotschy) Tutin